# 相葉健次
相葉 健次（あいば けんじ、1978年1月29日 - ）は日本の俳優、ファッションモデル。千葉県出身。ギグマネジメントジャパン所属。

## 人物
- 第10回メンズノンノ専属モデル。
- ベネトンの世界広告モデルなど、海外でも活躍。
- 青木崇高、尚玄、丸山智己らとともに立ち上げた劇団REBOUND GLAMOURに所属していたが2007年に解散。
- 趣味は釣り。特技はインラインスケート、スキー、フットサル。

## 主な出演

### ドラマ
- らぶ・ちゃっと（2000年、フジテレビ）
- 愛讐のロメラ（2008年、東海テレビ製作、フジテレビ系） - 加賀見恭介役

### CM
- ケンタッキーフライドチキン
- 山崎製パン ランチパック
- 江崎グリコ GABA
- UGA
- ロッテ クールショック

### 舞台
- REBOUND GLAMOUR公演
- 塙侯爵一家
- ゼリーの空間
- 白と黒
- おじぎ30度
- 東京アリス
- おじぎでシェイプアップ!

### 広告
- 無印良品
- ユニクロ
- 資生堂 uno（パッケージ）
- 丸井
- BENETTON WORLDキャンペーン
- コカコーラ

### 雑誌
- MEN'S NON-NO
- Begin
- CHECK MATE
- MEN'S CLUB
- Street Jack

### ショー
- 遠藤波津子
- BENETTON
- JIL SSANDER
- Calvin Klein